# Saison 9 du Disney Parade
Chronologie
Saison 8 Saison 10
Voici le détail de la neuvième saison de l'émission Disney Parade diffusée sur TF1 du 1er septembre 1996 au 31 août 1997.

## Animateurs et fiche technique

### Les animateurs
Tout au long de son existence l’émission a eu de manière quasi-ininterrompue deux animateurs. Ce tandem fille/garçon reposait au cours de cette saison sur :
- Jean-Pierre Foucault
- Séverine Clair jusqu'au 1er juin 1997
- Mélanie (animatrice) à partir du 8 juin 1997

### Fiche de l'émission
- Réalisation : Laurent Villevielle
- Production : Gérard Louvin
- Société de production : Buena Vista Television

## Courts-métrages classiques diffusés
- Mickey Mouse
- Donald Duck
- Dingo
- Pluto
- Silly Symphonies

### Liste des courts-métrages classiques
Les dessins animés de l’émission étaient annoncés dans la rubrique Télé Disney du Journal de Mickey.
Voici une liste non exhaustive de ces derniers :
- Un extrait de Peter Pan (émission du 1er septembre 1996)
- La fête de Pluto (émission du 8 septembre 1996)
- Tout Doux... Toutou et Donald et les Grands Espaces (émission du 15 septembre 1996)
- Susie, le petit coupé bleu (émission du 29 septembre 1996)
- Rendez-vous retardé (émission du 6 octobre 1996)
- Le Petit Indien (émission du 13 octobre 1996)
- Un dessin animé (émission du 20 octobre 1996)
- Anyburg (émission du 27 octobre 1996)
- Les Quintuplés de Pluto (émission du 3 novembre 1996)
- Le spectacle de Mickey (émission du 10 novembre 1996)
- Donald photographe (émission du 17 novembre 1996)
- Donald gagne le gros lot (émission du 24 novembre 1996)
- Plutot bandit (émission du 1er décembre 1996)
- Donald et les Fourmis (émission du 8 décembre 1996)
- Once upon a wintertime (émission du 15 décembre 1996)
- Le rat des villes et le rat des champs (émission du 22 décembre 1996)
- Un dessin animé avec Pluto (émission du 29 décembre 1996)
- Dingo et le Lion et Donald décorateur (émission du 5 janvier 1997)
- Le Déménagement de Mickey (émission du 12 janvier 1997)
- Les aventures d'Elmer (émission du 19 janvier 1997)
- La Fanfare (émission du 26 janvier 1997)
- Pluto et la Cigogne (émission du 2 février 1997)
- Un dessin animé avec Mickey (émission du 9 février 1997)
- La Souris volante (émission du 16 février 1997)
- Un dessin animé avec Mickey (émission du 23 février 1997)
- Un dessin animé avec Donald (émission du 2 mars 1997)
- Mickey Magicien (émission du 9 mars 1997)
- Les Accidents ménagers (émission du 16 mars 1997)
- Un dessin animé avec Pluto (émission du 23 mars 1997)
- Brave mécanicien (émission du 6 avril 1997)
- Le Lièvre et la Tortue (émission du 20 avril 1997)
- La Blanchisserie de Donald (émission du 27 avril 1997)
- Un dessin animé avec Dingo (émission du 4 mai 1997)
- Dingo fait de la natation (émission du 11 mai 1997)
- Dingo fait de l'équitation (émission du 18 mai 1997)
- Inventions Modernes (émission du 25 mai 1997)
- Les sous marins (émission du 1er juin 1997)
- La Cigale et la Fourmi (émission du 8 juin 1997)
- Pique-nique sur la plage (émission 15 juin 1997)
- Un dessin animé avec Donald (émission du 22 juin 1997)
- Les Neveux de Donald (émission du 29 juin 1997)
- Le crime ne paie pas (émission du 6 juillet 1997)
- Le chasseur de pierres (émission du 13 juillet 1997)
- Pluto au zoo (émission du 20 juillet 1997)
- Un dessin animé avec Dingo (émission 3 août 1997)
- Un dessin animé avec Donald (émission du 10 août 1997)
- Un très court dessin animé de 2 minutes et 37 secondes avec Winnie l'ourson (émission du 17 août 1997)
- Qui a tué le rouge-gorge ? (émission du 24 août 1997)
- Donald garde-champêtre (émission du 31 août 1997)

## Le Monde Merveilleux de Walt Disney
Le contenu du Monde merveilleux de Walt Disney était annoncé dans la rubrique Télé Disney du Journal de Mickey.
Voici une liste non exhaustive de ces derniers :

### Liste des épisodes de séries
- L'épisode Mode et trafic de Un vrai petit génie (émission du 1er septembre 1996)
- Un épisode de Un nouveau monde (émission du 8 septembre 1996)
- Un épisode de Un nouveau monde (émission du 15 septembre 1996)
- Un épisode de Les 100 vies de Black Jack Savage (émission du 22 septembre 1996)
- Un épisode de Les 100 vies de Black Jack Savage (émission du 29 septembre 1996)
- Un épisode de Les 100 vies de Black Jack Savage (émission du 6 octobre 1996)
- Un épisode de Les 100 vies de Black Jack Savage (émission du 13 octobre 1996)
- Un épisode de Les 100 vies de Black Jack Savage (émission du 20 octobre 1996)
- Un épisode de Frissons d'une nuit d'été (émission du 27 octobre 1996)
- L'épisode Un dictateur pas génial de Les 100 vies de Black Jack Savage (émission du 3 novembre 1996)
- L'épisode Chargez le syndicat de Les 100 vies de Black Jack Savage (émission du 10 novembre 1996)
- L'épisode Pour qui sonne la cloche du mariage' de Les 100 vies de Black Jack Savage (émission du 17 novembre 1996[1])
- L'épisode Un bien beau mariage de Un vrai petit génie (émission du 24 novembre 1996[2])
- L'épisode Un jeu d'enfant de Un vrai petit génie (émission du 1er décembre 1996)
- Un épisode de Noël en péril (émission du 8 décembre 1996)
- Un épisode de Noël en péril (émission du 15 décembre 1996)
- Noël à l'unisson pour Winnie l'ourson suivi d'un dessin animé de Donald puis d'un autre avec Minnie (émission du 22 décembre 1996)
- Le Cirque du monde (émission du 29 décembre 1996[3])
- Première partie de Capone chien gangster (émission du 5 janvier 1997[4])
- Seconde partie de Capone chien gangster (émission du 12 janvier 1997[5])
- Première partie de L'indestructible (émission du 19 janvier 1997[6])
- Seconde partie de L'indestructible (émission du 26 janvier 1997[7])
- Le gang des frères Caramel (émission du 2 février 1997[8])
- 48 minutes et 15 secondes de Bonne Saint Valentin Mickey (émission du 9 février 1997)
- Première partie de SVP enfants (émission du 16 février 1997[9])
- Seconde partie de SVP enfants (émission du 23 février 1997)
- Première partie de Electronic junior (émission du 2 mars 1997)
- Seconde partie de Electronic junior (émission du 9 mars 1997)
- Les Aventures de Mickey (émission du 16 mars 1997[10])
- Première partie de Electronic junior II (émission du 23 mars 1997[11])
- Seconde partie de Electronic junior II (émission du 6 avril 1997[12])
- Première partie de Electronic junior III (émission du 20 avril 1997[13])
- Seconde partie de Electronic junio III (émission du 27 avril 1997[14])
- Donald une étoile de canard (émission du 4 mai 1997[15])
- Première partie de Splash too (émission du 11 mai 1997[16])
- Seconde partie de Splash too (émission du 18 mai 1997[17])
- Maman, je t'aime (émission du 25 mai 1997)
- La Grande Vadrouille de Sammy le phoque (émission du 1er juin 1997[18])
- 45 minutes et 50 secondes de Donald aime Daisy (émission du 8 juin 1997[19])
- Première partie de Big foot (émission du 15 juin 1997[20])
- Seconde partie de Big foot (émission du 22 juin 1997)
- Tel père, tel fils (émission du 29 juin 1997)
- Première partie de La fille de Donovan (émission du 6 juillet 1997)
- Seconde partie de La fille de Donovan (émission 13 juillet 1997)
- Premier épisode de Pas de répit sur planète terre (émission du 20 juillet 1997)
- Second épisode de Pas de répit sur planète terre (émission du 27 juillet 1997)
- Troisième épisode de Pas de répit sur planète terre (émission du 3 août 1997)
- Quatrième épisode de Pas de répit sur planète terre (émission du 10 août 1997)
- L'épisode L'amour c'est quoi de Pas de répit sur planète terre (émission du 17 août 1997)
- Première partie de Les voyageurs de l'infini (émission du 24 août 1997)
- Seconde partie de Les voyageurs de l'infini (émission du 31 août 1997)

## Thèmes et reportages des émissions
- Le décor du 'Captain Hook's Galley (émission du dimanche 1er septembre 1996)
- Le décor du Disneyland Railroad (émission du 15 septembre 1996)
- Le décor du Château (émission du dimanche 6 octobre 1996)
- Le décor des allées de Fantasyland (émission du dimanche 3 novembre 1996)
- Le décor du Château (émission du dimanche 10 novembre 1996)
- Le décor des souterrains du Château (émission du dimanche 17 novembre 1996)
- Le décor des souterrains du Château (émission du dimanche 8 décembre 1996)
- Le décor des plantations dAdventurland (émission du dimanche 9 février 1997)